# ماربين (برزاوند)
ماربین (بالفارسية: ماربین) هي قرية تقع في إيران في قسم برزاوند الريفي. يقدر عدد سكانها بـ 118 نسمة بحسب إحصاء 2016.